# Ciutats cananees

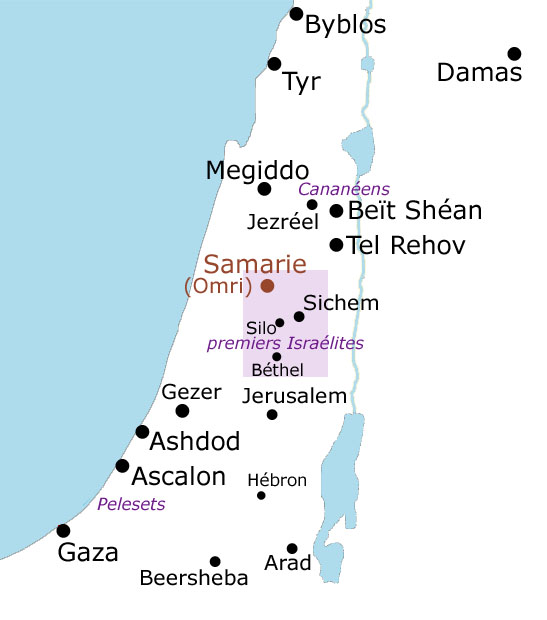
Mapa amb la situació d'algunes ciutats cananees

Les ciutats cananees o ciutats de Canaan, van ser nombroses, i el nom de moltes s'ha perdut. La relació que segueix n'esmenta algunes, que apareixen a fonts egípcies o a la Bíblia i de les quals se'n sap alguna cosa més que el nom.
No s'inclouen les ciutats de Fenícia (que eren ciutats cananees o que la seva comarca va estar poblada pels cananeus, com ara Sidó, Biblos, Tir, Beirut, Trípoli i Arvad entre d'altres) ni les de Síria, que ocupava una branca dels cananeus del nord, amb els regnes d'Amurru, Damasc, Iamkhad, Tunip, Ugarit, Alalakh, Qatna i Kargamis. Cal tenir en compte que la majoria de les ciutats que després van passar a ser dels israelites i dels filisteus, havien estat abans cananees. Les ciutats cananees eren regides per un rei i eren independents una de l'altra, però de vegades establien confederacions. La llengua i la religió eren comunes. La llengua era similar a l'hebreu, que era un dialecte del cananeu. Al Llibre dels Jutges apareix una llista de ciutats a les que es van enfrontar els antics israelites quan van arribar a la terra promesa després de sortir d'Egipte.

## Llista de ciutats
- Adullam
- Afec
- Ai
- Aialon
- Acxaf
- Akhzip
- Akhtiashna
- Aixtarot
- Beth-Anath
- Beth-Horon
- Bèzec
- Bihisi
- Chasar
- Dora
- Dotan
- Eglon
- Escitòpolis
- Gàaix
- Gath-Carmel
- Geba-Shemen
- Gibeon
- Gitti-Padalla
- Guerar
- Guèzer
- Hassor
- Hebron
- Hepher
- Hesbon
- Hormà
- Ibleam
- Jericó
- Jerusalem
- Queilà
- Laquix
- Pella
- Madon
- Muhazu
- Nuribta
- Quèdeix de Neftalí
- Quiltu
- Rehob
- Segor
- Sequem
- Shaalbim
- Shamkhuna
- Sharon (Canaan)
- Shiloh
- Xunem
- Sile
- Ta'anakh
- Tapnak
- Tanac
- Tob
- Yurtsa
- Zemar
- Ziklag
- Zoar
- Zorah